# Peter Fleischmann
Peter Fleischmann (Zweibrücken, 26 de julio de 1937-Potsdam, 11 de agosto de 2021) fue un director de cine, guionista y productor alemán. Es uno de los principales representantes del Nuevo cine alemán de la década de los 60 y 70.

## Biografía
Hijo de un juez, que le animó a introducirse en intereses culturales y seguir lecciones de música. Junto con sus tres hermanos tocaron como cuarteto y, mientras tanto, dirigieron el club de cine de su escuela. Tenía que entrar en el conservatorio, pero durante la adolescencia decidió "desafiar" a la familia y entró en un circo, con el que trabajó durante un año.
Más tarde continuó sus estudios de germanística y psicología. En Múnich comenzó a ir a la DIF (Deutsches Institut für Film und Fernsehen) y realizó cortometrajes: el primero, en 1957, llevaba el título Die Eintagsfliege (La mosca efímera). A este primer experimento le siguió Geschichte einer Sandrose (Historia de una rosa), Brot der Wüste (Pan del desierto), Begegnung mit Fritz Lang (Encuentro con Fritz Lang), Der Test (Experimento), Alexander und das Auto ohne linken Scheinwerfer (Alexander y el vehículo sin faro izquierdo).
En 1967 dirigió Herbst der Gammler (La caída de cabello), un documental sobre conflictos generacionales a través del que consiguió su primer premio internacional. Mientras tanto, había completado su formación como cineasta en París con becas del IDHEC (Institut des hautes études cinématographiques).
En 1969 hizo su debut en el mundo de los largometrajes con Jagdszenen aus Niederbayern, una adaptación de una obra de Martin Sperr al que le quería confiar el papel principal. La película se basa en la inversión de la pauta de Heimatfilm, la película tradicional del cine alemán con el fondo regional patriótico, para mostrar como la manía del orden y el clima idílico que hay en un pequeño pueblo agrícola son interrumpidos para la llegada de un homosexual, hasta llegar a una caza feroz que amenaza de derivar en un linchamiento. Ese mismo año fundó con su colega Volker Schlöndorff la productora Hallelujah Film, donde dirigió en 1972 Las campanas de Silesia.
La siguiente, La venganza de Dorothea (Dorotheas Rache) (1973) examinaba el esquema igualmente popular y rentable del cinema pornográfico: para denunciar la explotación comercial del sexo utiliza un lenguaje cinematográfico deliberadamente descuidado, con escenas sin valor, voces fuera de sincronía o fuera de marco, la filmación con cámara de mano y leyendas satíricas. En 1974, Fleischmann hizo la primera película con capital internacional, Der dritte grad. Filmada en Grecia con actores italianos (Ugo Tognazzi es el protagonista) y franceses, la película es una historia kafkiana en Dictadura de los Coroneles.
En 1978 dirigió Die Hamburger Krankheit, una historia de ciencia ficción, en el guion en el que también trabajó el escritor Roland Topor. Después de Frevel (1984), volvió a la ciencia ficción en 1989 con el controvertido Es ist nicht leicht ein Gott zu sein.
Más tarde, se dedicó a la televisión, haciendo documentales, entre ellos Deutschland, Deutschland (1991) y Mein Onkel der Winzer (1994). Desde 1992, Peter Fleischmann fue, junto a Schlöndorff, director de estudios de la antigua UFA, ahora Estudis Babelsberg, en Potsdam.

## Filmografía
Sus películas más destacadas son:

### Director
- 1957: Die Eintagsfliege
- 1961: Geschichte einer Sandrose
- 1962: Brot der Wüste
- 1963: Begegnung mit Fritz Lang
- 1964: Der Test
- 1965: Alexander und das Auto ohne linken Scheinwerfer
- 1968: Herbst der Gammler
- 1969: Jagdszenen aus Niederbayern
- 1972: Las campanas de Silesia (Das Unheil)
- 1974: La venganza de Dorothea (Dorotheas Rache)
- 1975: La Faille
- 1976: Rückkehr nach Unholzing
- 1979: El virus de Hamburgo (Die Hamburger Krankheit)
- 1984: Frevel
- 1987: Der Al Capone von der Pfalz
- 1990: El poder de un dios (Es ist nicht leicht ein Gott zu sein)
- 1991: Deutschland, Deutschland
- 1993: Mein Onkel der Winzer (TV)
- 2006: Mein Freund, der Mörder

### Guionista
- 1957: Die Eintagsfliege
- 1968: Herbst der Gammler
- 1969: Jagdszenen aus Niederbayern
- 1972: Das Unheil
- 1974: La venganza de Dorothea (Dorotheas Rache)
- 1975: La Faille
- 1979: El virus de Hamburgo (Die Hamburger Krankheit)
- 1984: Frevel
- 1987: Les Exploits d'un jeune Don Juan
- 1987: Der Al Capone von der Pfalz
- 1990: Es ist nicht leicht ein Gott zu sein
- 1991: Deutschland, Deutschland
- 2006: Mein Freund, der Mörder

### Productor
- 1957: Die Eintagsfliege
- 1975: La Faille
- 1984: Frevel
- 1987: Der Al Capone von der Pfalz
- 1990: Es ist nicht leicht ein Gott zu sein
- 2006: Mein Freund, der Mörder

## Premios y distinciones
Festival Internacional de Cine de Venecia
| Año  | Categoría                       | Película                                       | Resultado |
| ---- | ------------------------------- | ---------------------------------------------- | --------- |
| 1966 | Plate - Cine didáctico infantil | Alexander and a Car without the Left Headlight | Ganador   |